# Ylä-Kuhanen
Ylä-Kuhanen är en sjö i Finland. Den ligger i kommunerna S:t Michel och Mäntyharju i landskapet Södra Savolax, i den södra delen av landet, 170 km nordost om huvudstaden Helsingfors. Ylä-Kuhanen ligger 81,8 meter över havet. Arean är 3,33 kvadratkilometer och strandlinjen är 31,9 kilometer lång. Sjön  ingår i Kymmene älvs huvudavrinningsområde.   I omgivningarna runt Ylä-Kuhanen växer i huvudsak barrskog. Den sträcker sig 2,7 kilometer i nord-sydlig riktning, och 3,7 kilometer i öst-västlig riktning.
I övrigt finns följande i Ylä-Kuhanen:
- Rajasaari (en ö)
- Aittasaari (en ö)
- Tollosaari (en ö)
- Huhtisaari (en ö)
- Kukkosaari (en ö)
- Muuriaissaari (en ö)
- Sääskisaari (en ö)
- Aarresaari (en ö)